# Astraea heliotropium
Astraea heliotropium là một loài ốc biển lớn, thuộc họ Turbinidae.
Loài ốc biển lớn này được châu Âu biết đến khi nó được thuyền trưởng Cook đưa về lần đầu tiên.

## Phân bổ
Loài ốc biển này là loài đặc hữu của New Zealand.